# 仙台フィルハーモニー管弦楽団
仙台フィルハーモニー管弦楽団（せんだいフィルハーモニーかんげんがくだん、英語表記 Sendai Philharmonic Orchestra）は、杜の都・宮城県仙台市を本拠とするプロのオーケストラである。
略称は「仙台フィル」「仙フィル」。同名の公益財団法人（公益財団法人仙台フィルハーモニー管弦楽団）が運営を担い、事務局が仙台市役所錦町庁舎1階にある。日本オーケストラ連盟の正会員である。
1973年（昭和48年）に宮城フィルハーモニー管弦楽団として発足した組織が、1989年（平成元年）に現在の名称へ変わり、同時に3管編成化したものである。
2019年1月時点で、74名の楽団員がここに所属する。。

## 沿革
宮城フィルハーモニー管弦楽団は1973年（昭和48年）3月に発足した。この時に尽力したのが地元出身者で作曲家の片岡良和である。片岡がバレエの発表会にオーケストラを使いたいと考えメンバーを募集したところ30人ほどが集まった。これらの演奏家が宮城フィルハーモニー管弦楽団の母体となった。その中にはプロもいたがアマチュアがほとんどだった。また、片岡はオーケストラ創設にあたり、札幌交響楽団の事務局に助言を求めたという。宮城フィルハーモニー管弦楽団発足後、片岡は常任指揮者となった。
1974年（昭和49年）に第1回の定期演奏会が開催され、1975年（昭和50年）には運営母体として宮城フィルハーモニー協会が発足した。1978年（昭和53年）には協会が社団法人となりプロオーケストラとなった。この時、山形交響楽団から宮城フィルハーモニー管弦楽団へ何人かの楽員の移籍があった。オーディションで演奏者が募集され、また演奏者の組合への加入で楽団員の待遇改善が図られ、楽団としての形が徐々に整えられていった。しかし、楽団の経営は厳しく、楽団員自らが楽器の運搬をしたり、NHK仙台放送局から楽器を借りたこともあったという。政治家の三塚博の助言で、山形交響楽団と連名で助成金を受けたこともあった。
1983年（昭和58年）には片岡の要請で芥川也寸志が音楽総監督に就き、また籾山和明が常任指揮者に、小林研一郎が首席客演指揮者となって、複数指導者による体制となった。1988（昭和63年）に、宮城フィルハーモニー管弦楽団は上海交響楽団から音楽監督と演奏者を迎えてベートーヴェンの交響曲第9番を演奏した。これについて、マスメディアは事前に大々的に報じたが、市民から事務局への問い合わせの電話は非常に少なく、事務局スタッフは楽団に対する市民の関心の低さを痛感したという。一方で、この年度には大きな赤字を出しながら、楽団員の増員や定期演奏会以外の公演の実施など、積極的な活動が行われた。
1989（平成元年）4月に、仙台市が政令指定都市に移行したのにあわせて、宮城フィルハーモニー管弦楽団は仙台フィルハーモニー管弦楽団へ名を変えた。芥川はこれより前の同年1月に死去したが、生前、仙台フィルハーモニー管弦楽団の名称を提唱していたという。5月に仙台フィルハーモニー管弦楽団は初の東京公演を行ったが、結果的にこれは芥川の追悼公演ともなった。この東京公演は楽団初のCDとなり、日本全国で発売された。1990（平成2年）2月には、仙台フィルハーモニー管弦楽団と札幌交響楽団の初の合同演奏会が行われた。演目はマーラーの交響曲第1番であり、楽員120人編成による大規模な演奏会となった。同年、仙台市青年文化センターが開館し、以後、仙台フィルハーモニー管弦楽団はここで練習及び定期演奏会を開催するようになった。この時、定期演奏会が2日連続開催となった。この当時、待遇がさして良くない地方オーケストラの中でも仙台フィルハーモニー管弦楽団の楽団員への報酬は少ない部類であり、楽団員は学校での指導や結婚披露宴での演奏などで収入を足した。
1992年（平成4年）になると、運営母体の社団法人宮城フィルハーモニー協会から分離する形で、財団法人仙台フィルハーモニー管弦楽団が設置された。社団法人の協会は大きな負債を抱えており、そのまま協会が財団法人になるのは望ましくないと考えられたのである。この後、協会は2001年（平成13年）に解散し、楽団の運営は財団法人に一本化される。
1995年（平成7年）、仙台市で第2回若い音楽家のためのチャイコフスキー国際コンクールが開催されると、仙台フィルハーモニー管弦楽団はそのホストオーケストラとなった。2000年（平成12年）には、初のヨーロッパ公演が実現し、楽団はオーストリアのリート、リンツ、ウィーン、フィラッハと、イタリアのローマを巡った。2001年（平成13年）からは3年毎に仙台市で仙台国際音楽コンクールが開催されることになった。このコンクールの本選では協奏曲が課題曲であり、仙台フィルハーモニー管弦楽団はコンクールの出場者とこれを共演することになった。2009年（平成21年）公開の映画『劒岳 点の記』では、仙台フィルハーモニー管弦楽団が音楽の演奏を担当した。
2011年（平成23年）3月11日の東日本大震災発生時、仙台フィルハーモニー管弦楽団はリハーサルの準備中で、団員は無事、楽器に若干の被害があった。しかし、ホールの損傷などから以後に予定されていた演奏会は中止になった。3月26日、楽団創設者で当時楽団副理事長だった片岡が住職を務める見瑞寺のバレエスタジオで、第1回復興コンサートが開かれ、楽団はバーバーの『弦楽のためのアダージョ』や唱歌『故郷』を演奏した。この後、楽団は常盤木学園高等学校の音楽ホールなどで演奏を続け、同年7月には、楽団の本拠地である仙台市青年文化センターが再び使用可能になった。

### 年表
- 1973年（昭和48年）3月、「宮城フィルハーモニー管弦楽団」設立。アマチュア団員を主とする市民オーケストラとして活動開始。略称は「宮城フィル」「宮フィル」。
- 1974年（昭和49年）、第1回『定期演奏会』開催。
- 1975年（昭和50年）、運営母体である「宮城フィルハーモニー協会」を設立。
- 1978年（昭和53年）6月、「宮城フィルハーモニー協会」が社団法人化。これにより、「宮城フィル」の運営がプロ化することになる。
- 1979年（昭和54年）、山形交響楽団からの大量移籍が発生し、プロ団員が激増する。
- 1981年（昭和56年）9月1日、アマチュア団員たちが、「仙台ニューフィルハーモニー管弦楽団」[10]を設立して独立[11]。これにより、「宮城フィル」の団員が全てプロ化することになる。
- 1987年（昭和62年）より、奥州仙臺七福神・毘沙門堂前（荒町の満福寺境内）にて『星空コンサート』を仙台七夕前の8月3日に開催[注釈 1]。
- 1989年（平成元年）4月、仙台市の政令指定都市移行を機に、「仙台フィルハーモニー管弦楽団」に改称。この改称を機に積極的な事業展開を始め、初の東京公演、CDの発売、仙台フィルハーモニー合唱団（アマチュア）[注釈 2]の設立などを行う。
- 1990年（平成2年）
  - 3月、仙台市青年文化センターが開館。同館のコンサートホールを『定期演奏会』の会場を替え、同一プログラム2日公演を行うようになった。
  - 秋岸寛久「三味線協奏曲」の世界初演を行った。
- 1991年（平成3年）より、SENDAI光のページェントの初日である12月12日に『七十七スターライトシンフォニー』を開催。
- 1992年（平成4年）
  - 4月、仙台市、宮城県、民間からの拠出により財団法人仙台フィルハーモニー管弦楽団を設立。
  - 同年末、外山雄三「ハープ協奏曲」の世界初演を行った。
- 1995年（平成7年）、仙台市で開催された第2回若い音楽家のためのチャイコフスキー国際コンクールにおいてホストオーケストラを務めた。
- 1999年（平成11年）、伊達政宗の命で慶長遣欧使節を率いてヨーロッパに赴き、ローマ教皇と通商交渉を行った支倉常長を題材にしたオペラ「遠い帆」（三善晃作曲）を仙台と東京で初演。翌年も、仙台と東京で再演した[12]。
- 2000年（平成12年）3月、初の海外公演を行う。オーストリアのウィーン・リンツ・リート・フィラッハ、および、イタリアのローマ[13][注釈 3]で計5都市5公演行われた[12]。
- 2001年（平成13年）
  - 同年より、協奏曲が課題曲という特徴を持つ仙台国際音楽コンクールにおいて、予選の室内楽伴奏、および本選のオーケストラ伴奏やガラコンサートにおいてホストオーケストラを務めている。
  - 東北大学混声合唱団第42回定期演奏会において、フィンランドの作曲家ペール・ヘンリク・ノルドグレン作曲の交響曲第6番「Interdependence（相互依存宣言）」を世界初演した。
- 2002年（平成14年）より、東北電力グリーンプラザ「アクアホール」にてミニコンサートを毎月開催。
- 2006年（平成18年）
  - 同年春より、仙台駅にて『杜の都コンサート』を開催。
  - 同年より、仙台クラシックフェスティバルに参加。
- 2009年（平成21年）
  - 6月20日公開の映画『劔岳 点の記』で音楽を担当。
  - 6月24日、ベガルタ仙台のアンセム「ファンファーレ 闘志躍動」（内藤淳一作曲）を内藤の指揮で仙台市青年文化センターにて録音。7月8日、ベガルタにとって当季初のユアテックスタジアム仙台でのホームゲームにおいて、同曲を初演。
- 2011年（平成23年）
  - 3月8日、「仙台フィルと夢の共演! 青少年交流・体験コンサート」（於：仙台市青年文化センター・コンサートホール）を実施[14]。
  - 3月11日、東北地方太平洋沖地震（東日本大震災）発生。15時開始予定のリハーサルの準備中だったが、楽団の楽員・楽器には被害が無かった[15]。しかし、定期演奏会等に使用しているホールが被災して使用不能となった。これ以後に予定されていた演奏会のいくつかは中止された[16][17][18]。
  - 3月26日、団員のうち約30人が『第1回 仙台フィルによる復興コンサート「鎮魂、そして希望」』を見端寺の籾江道子モダンバレエスタジオジオ（仙台市宮城野区）にて実施[19]し、観客が100名ほど集まった[20][15]。
  - 3月28日、仙台フィルが「音楽の力による復興センター」を立ち上げた[15]。同センターと協力して、"つながれ心 つながれ力" を掲げて、音楽を被災者のもとに届けながら絆を紡ぐ活動を展開し続けている[20]。それらの活動に対し、同年度のエクソンモービル音楽賞洋楽部門本賞と渡邉曉雄音楽基金特別支援を受賞した[20]。
- 2013年（平成25年）3月、国際交流基金の依頼によりロシア（モスクワ、サンクトペテルブルク）で被災地の代表として演奏し、震災後に世界から寄せられた支援への感謝の気持ちと、復興に向かう被災地を音楽の力で支え続ける楽団の姿を伝えた。
- 2015年（平成27年）3月3日、仙台市泉文化創造センター（イズミティ21）において、小栗康平監督の映画『FOUJITA』で用いられる曲の録音を行った[21]。音楽は作曲家・佐藤聰明（仙台市出身）が担当[21]。
- 2016年（平成28年）
  - 4月15日・4月16日、「第300回定期演奏会」を開催[22]。
  - 4月17日、定期演奏会の300回を記念して「東京特別演奏会」をサントリーホールで開催[23][24]。演目『レリオ、あるいは生への回帰』は10年ぶりの日本上演となった[25]。このコンサートは天皇および皇后が鑑賞する予定だったが、4月14日と4月16日に熊本で最大震度7の地震（熊本地震）が発生した影響で、天皇、皇后の臨席は取り止めとなった[26]。また、この公演の様子は7月24日、NHKの「クラシック音楽館」で全国放送された[27]。
  - 7月1日より、JR仙台駅の発車メロディが、新幹線ホームで『青葉城恋唄』、在来線ホーム（東北本線のみ7月末より）で「仙台すずめ踊り」のお囃子に変更された[28]。それらはいずれも榊原の編曲で、仙台フィルハーモニー管弦楽団の演奏[28]。
- 2020年（令和2年）
  - 新型コロナウイルス感染症の影響により、2月～7月までの全31公演が中止となる。定期演奏会は、第335回定期演奏会（3月）、第336回定期演奏会（5月）、第337回定期演奏会（6月）が公演中止。

## 活動
仙台フィルハーモニー管弦楽団の定期演奏会は、年間で9回、開催される。1回の定期演奏会は同一プログラムを2日間、演奏する形態をとっており、それぞれ金曜日の19時と土曜日の15時に開演する。定期演奏会の他に、特別演奏会が年に何回か開催される。特別演奏会には、映画音楽などクラシック以外の音楽を演奏する「サマーフェスティバル」や、仙台市以外での演奏会「マイタウンコンサート」、0歳児から入場できるコンサート「オーケストラと遊んじゃおう」などがある。12月にはベートーヴェンの交響曲第9番、いわゆる「第九」の特別演奏会がある。2001年（平成13年）から3年毎に開催されている仙台国際音楽コンクールでは、ホストオーケストラとしてコンクールの課題曲である協奏曲を出場者と共演している。他の楽団との合同演奏会が何度か行われており、仙台フィルハーモニー管弦楽団は山形交響楽団や札幌交響楽団と共演した。文化庁主催「文化芸術による子供育成総合事業」では、東北をはじめ日本全国の学校を訪問し、勇気と感動を届ける活動を続けている。
仙台フィルは、仙台市青年文化センター（日立システムズホール仙台）のコンサートホールを本拠地とし、宮城県民会館（東京エレクトロンホール宮城）やイズミティ２１などの他のホールで行われる演奏会もある。東日本旅客鉄道文化財団主催「杜の都コンサート」は仙台駅で行われる。また、仙台の秋の風物詩仙台クラシックフェスティバルや、仙台市野草園「萩まつり」、SENDAI光のページェントの点灯式の日に合わせて開催される七十七スターライトシンフォニーなどの各種催事にも、楽団の出演がある。
仙台には小学生、中学生、高校生で構成される仙台ジュニアオーケストラがあり、仙台フィルハーモニー管弦楽団の団員はこれの指導者を務めている。また、東北電力が企画している「東北電力スクールコンサート」では、仙台フィルハーモニー管弦楽団は山形交響楽団と分担して東北地方および新潟県の小学校や中学校を訪問し、児童生徒に演奏を届けている。
また東京での公演（スポンサーであるアイリスオーヤマの主催公演など）や石川県立音楽堂でのオーケストラアンサンブル金沢との合同演奏会なども行っている。

## JR仙台駅の発車メロディ、ベガルタ仙台ファンファーレを担当
2016年（平成28年）より、JR東日本仙台駅の発車メロディーは、仙台フィルハーモニー管弦楽団が演奏したものが使用されている。
また、仙台市を本拠地とするJリーグベガルタ仙台のファンファーレ『ファンファーレ 闘志躍動』は、ベガルタ仙台と仙台フィルハーモニー管弦楽団のコラボレーション企画から生まれたものである。また、
| 曲名                    | 作・編曲者 | 用途         | 使用                                       | 使用                                       | 期間            |
| ----------------------- | ---------- | ------------ | ------------------------------------------ | ------------------------------------------ | --------------- |
| ファンファーレ 闘志躍動 | 内藤淳一   | アンセム     | ベガルタ仙台のホーム戦（主にユアスタ仙台） | ベガルタ仙台のホーム戦（主にユアスタ仙台） | 2009年7月8日 -  |
| 青葉城恋唄              | 榊原光裕   | 発車メロディ | 仙台駅                                     | 新幹線（東北・北海道・秋田）               | 2016年7月1日 -  |
| すずめ踊り              | 榊原光裕   | 発車メロディ | 仙台駅                                     | 仙山線                                     | 2016年7月1日 -  |
| ff (フォルティシモ)     | 榊原光裕   | 発車メロディ | 仙台駅                                     | 東北本線・常磐線・仙石東北ライン           | 2018年3月18日 - |
| Around The World        | 榊原光裕   | 発車メロディ | 仙台駅                                     | 仙台空港アクセス線                         | 2018年3月18日 - |

## 主要役職

### 常任指揮者・音楽監督
- 1973年（昭和48年） - 1980年（昭和55年）：片岡良和（常任）
- 1980年（昭和55年） - 1983年（昭和58年）：福村芳一（常任）
- 1983年（昭和58年） - 1989年（平成元年）：芥川也寸志（音楽総監督）、籾山和明（常任）
- 1989年（平成元年） - 2006年（平成18年）：外山雄三（音楽監督）
- 1989年（平成元年） - 1999年（平成11年）：円光寺雅彦（常任）
- 2000年（平成12年） - 2006年（平成18年）：梅田俊明（常任）
- 2006年（平成18年） - 2008年（平成20年）：パスカル・ヴェロ（常任）、小泉和裕（首席客演指揮者）、山下一史（指揮者）
- 2009年（平成21年） - 2012年（平成24年） ：パスカル・ヴェロ（常任）、山下一史（正指揮者）、小泉和裕（首席客演指揮者）
- 2012年（平成24年） - 2018年（平成29年）：パスカル・ヴェロ（常任）、小泉和裕（首席客演指揮者）、山田和樹（ミュージック・パートナー）
- 2018年（平成29年） -　：飯守泰次郎（常任）、高関健（レジデント・コンダクター）、角田鋼亮（指揮者）、パスカル・ヴェロ（桂冠指揮者）
- 2023年（令和5年） -　：高関健（常任）、太田弦（指揮者）、パスカル・ヴェロ（桂冠指揮者）

### コンサートマスター
- 1979年（昭和54年） - 2002年（平成14年）：渋谷由美子
- 1994年（平成6年） - 2000年（平成12年）：森下幸路
- 2001年（平成13年） - 2005年（平成17年）：西江辰郎
- 2006年（平成18年） - 2012年  : 伝田正秀
- 2010年（平成22年） - : 神谷未穂
- 2012年（平成24年） - : 西本幸弘

## メディアへの出演
ラジオ放送
- Date fm 『仙台フィル Wave Symphony act V』
毎月第１日曜日19:00 – 19:55放送、ナビゲーターは浅野彰信（Date fm）・磯貝純一（仙台フィル事業部長）。楽団員の出演もあり。
仙台フィル 公式YouTubeにてアーカイブ配信あり [36]
- FMたいはく『ミュージック・ラウンジ』[37]
帯番組の木曜を担当。毎週木曜21:00-21:55本放送、26:00-26:55再放送。
- Date fm『サンデークラシックス』
- ラジオ3『BUONA MUSICA!』[38]
毎週水曜16:00 – 16:30放送。パーソナリティは仙台フィル第２ヴァイオリン奏者の長谷川康が務める。

単発の放送
- NHK教育テレビ『オーケストラの森』（2008年（平成20年）12月20日）
- NHK・BS2『BSシンフォニーアワー』（2009年（平成21年）4月17日）
- TBSテレビ『TBSテレビ60周年特別企画・音楽の日2015』（2015年（平成27年）6月27日）
- NHK教育テレビ『クラシック音楽館』「音楽に なにができますか　〜仙台フィル・復興コンサートの記録〜」（2016年（平成28年）7月17日、以後何度か再放送。）[27][39]

## 統計・決算
以下は年度別の総入場者数である。日本オーケストラ連盟から公表されている2004年度（平成16年度）以降の値を記す。2008年度（平成20年度）まで概数発表であり、2009年度（平成21年度）以降が実数発表なので、不連続なグラフとした。
年度別の総入場者数（単位：人）
以下は、年度別の収入合計（黒）と支出合計（赤）、および、収入の内数である演奏収入（青）である。日本オーケストラ連盟から公表されている2004年度（平成16年度）以降の値を記す。黒線が上になっている年度は黒字、逆に赤線が上になっている年度は赤字である。このグラフの期間では、リーマン・ショック（2008年9月15日）発生年度より2年間、および、東日本大震災（2011年3月11日）発生の翌年度から3年間が赤字になっている。
年度別の収入合計・支出合計・演奏収入（単位：億円）